# Title (album)
A Title Meghan Trainor amerikai énekesnő (nem saját kiadásában) első nagylemeze, amely 2015. január 13-án jelent meg az Epic Records kiadásában. A stílusai pop-rock, dance-pop, és teen pop. Az album 33 perc hosszú, amely alatt tizenegy számot énekel Trainor. CD, és LP formátumban jelent meg, egy deluxe változat is készült, ami 45 perc alatt tizenöt számot tartalmaz, a "Mr. Almost" Shy Carter közreműködésével. Az album a 2015-ös év végén a US Bilboard 200 sikerlista ötödik helyét érte el. A Title megnyerte a People's Choice Awards nevű díjat "Kedvenc album" kategóriában, és első helyen debütált a Billboard 200 sikerlistán az Amerikai Egyesült Államokban.

## Számlista
1. The Best Part (Interlude) (0:24)
2. All About That Bass (3:11)
3. Dear Future Husband (3:04)
4. Close Your Eyes (3:41)
5. 3AM (3:06)
6. Like I'm Gonna Lose You (feat. John Legend, 3:45)
7. Bang Dem Sticks (3:00)
8. Walkashame (2:59)
9. Title (2:55)
10. What If (3:20)
11. Lips Are Movin (3:01)

### Bónusz dalok
A deluxe változatban ezek a dalok is megtalálhatóak:
1. No Good for You (3:36)
2. Mr. Almost (feat. Shy Carter, 3:16)
3. My Selfish Heart (3:47)
4. Credit (2:51)

## Kislemezek
- Az All About That Bass volt a fő kislemeze az albumnak, és 2014. június 30-án jelent meg, és nyolc egymást követő héten át vezette a Billboard Hot 100 sikerlistát. Kilencszeres platina lett.[1]
- A Lips Are Movin[2] 2014. október 21-én jelent meg, második kislemezként az albumról, amely negyedik lett a Billboard Hot 100-on, és négyszeres platina lett.
- A Dear Future Husband[3] 2015. március 17-én jelent meg az Egyesült Államokban, ahol harmadik kislemezként a 14. helyet kapta a Billboard Hot 100-on, és dupla platina lett.
- A Like I'm Gonna Lose You[4] 2015. június 23-án jelent meg negyedik kislemezként az albumról, John Legend közreműködésével. Nyolcadik lett a Billboard Hot 100-on, és dupla platinát kapott.